# Поланко, Дэша
Дэша Йолейн Поланко (англ. Dascha Yolaine Polanco) — американская актриса, наиболее известная благодаря своей роли Дайнары «Дайи» Диас в сериале Netflix «Оранжевый — хит сезона» (2013—2019).
Поланко родилась в Доминиканской Республике, но выросла в Бруклине и Майами. На телевидении она дебютировала в эпизоде сериала «Помнить всё». С  2013 по 2019 год играла роль заключённой Дайнары «Дайи» Диас в сериале Netflix «Оранжевый — хит сезона». Поланко была повышена до основного состава в третьем сезоне, после двух в периодическом статусе. У Поланко двое детей, дочь и сын. Младшую версию персонажа Поланко в пятом сезоне «Оранжевый — хит сезона» играет дочь актрисы.

## Фильмография
| Год       | Название на русском                                        | Название на английском                                    | Роль                | Примечания                     |
| --------- | ---------------------------------------------------------- | --------------------------------------------------------- | ------------------- | ------------------------------ |
| 2011      | Помнить всё                                                | Unforgettable                                             | Эстелла             | Эпизод: «Trajectories»         |
| 2012      | Нью-Йорк, 22                                               | NYC 22                                                    | Фанатка             | Эпизод: «Firebomb»             |
| 2013      | Подари мне убежище                                         | Gimme Shelter                                             | Кармел              |                                |
| 2013—2019 | Оранжевый — хит сезона                                     | Orange Is the New Black                                   | Дайнара «Дайа» Диас | Регулярная роль                |
| 2014      | Сапожник                                                   | The Cobbler                                               | Мейси               |                                |
| 2015      | Джой                                                       | Joy                                                       | Джеки               |                                |
| 2017      | Убийство Джанни Версаче: Американская история преступлений | The Assassination of Gianni Versace: American Crime Story | Детектив            |                                |
| 2017      | Мазафакер                                                  | Mutafukaz                                                 | Луна                | озвучивание, английский дубляж |
| 2019      | Матрёшка                                                   | Russian Doll                                              | Беатрис             |                                |
| 2019      | Когда они нас увидят                                       | When They See Us                                          | Елена               | Эпизод: «Part Three»           |
| 2020      | На высоте                                                  | In the Heights                                            | Кука                |                                |
| 2023      | Покерфейс                                                  | Poker Face                                                | Натали Хилл         |                                |